# Савинов, Виктор Валерьевич
Ви́ктор Вале́рьевич Са́винов (род. 9 мая 1976, Харьков) — украинский самбист и дзюдоист, чемпион и призёр чемпионатов Украины по дзюдо, 6-кратный чемпион мира по самбо, 6-кратный чемпион Европы по самбо, Заслуженный мастер спорта Украины. Капитан милиции. Преподает специальную физподготовку в Харьковском национальном университете внутренних дел. Выступал за спортивное общество «Динамо».
В 2010 году в СМИ проходила информация о его причастности к убийству российского бизнесмена.
С 2007 года в Харькове проводится международный турнир по самбо на призы Виктора Савинова.
В 2014—2017 годах старший тренер мужской сборной Украины по самбо. С 2016 года президент Харьковской областной федерации самбо.

## Спортивные результаты
- Чемпионат Украины по дзюдо 2004 года — ;
- Чемпионат Украины по дзюдо 2006 года — ;
- Чемпионат Украины по дзюдо 2010 года — ;